# مسجد السيدة زينب (بروناي)
مسجد السيدة زينب يقع المسجد في منطقة كامبونج وموت، والتي تبعد حوالي اثنين وثلاثين كيلومتر من بلدة بيسكان بلايت أحد مدن بروناي.

## البناء
بدأ بناء مسجد السيدة زينب في الثالث عشر من شهر يوليو من عام 1985، على موقع أرض مساحتها 2.5 دونم، وفي عام 1992 استخدم لأول مرة في الثامن والعشرين نت شهر صفر من عام 1413 هـ الموافق الثامن والعشرين من شهر أغسطس من عام 1992.

## الافتتاح
تم الانتهاء من الافتتاح الرسمي لمسجد السيدة زينب بحضور حضرة السلطان الحاج حسن البلقية سلطان بروناي دار السلام، وذلك يوم الجمعة الخامس والعشرين من شهر محرم من عام 1419 هـ الموافق الثاني والعشرين من شهر مايو من عام 1998، وقد تم التبرع بنفقات بناء المسجد من قبل أوانغ حاجي عبد الصمد بن حاجي ريزال.

## استيعاب المسجد
تبلغ قدرة مسجد السيدة زينب الاستيعابية لحوالي 2،000 مصلي في وقت واحد، واحدة من التسهيلات المتاحة في المسجد وجود مكتبة.